# Rivière Highwood
Pour les articles homonymes, voir Highwood.
La rivière Highwood est un affluent de la rivière Bow dans le sud de la province canadienne de l'Alberta. Elle est connue pour le plein air et la pêche à la mouche, en particulier pour l'omble à tête plate. 

## Parcours

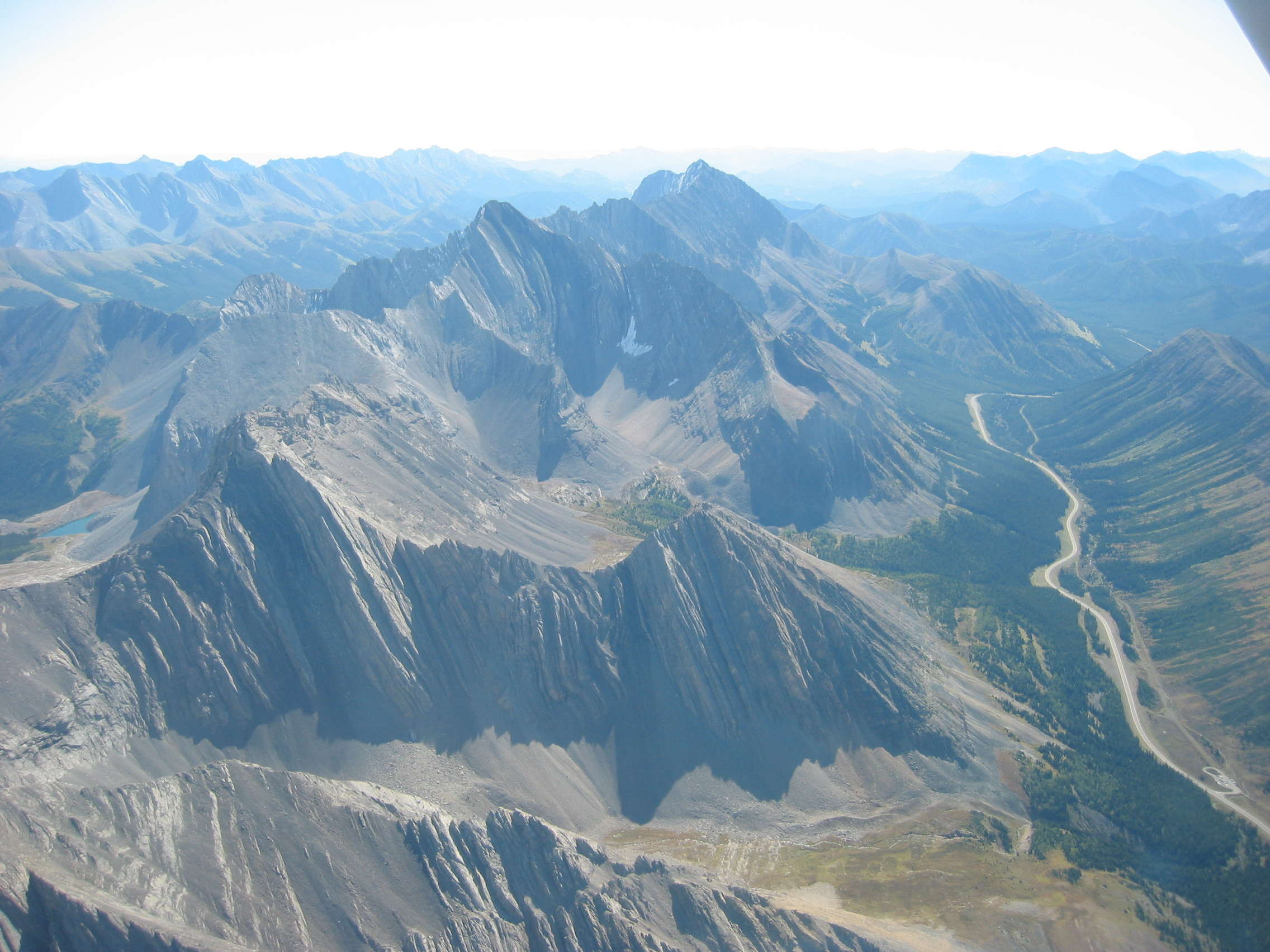
La rivière Highwood draine la face est du mont Arethusa et suit la piste de Kananaskis

La rivière Highwood prend sa source dans le parc provincial Peter Lougheed, sur le flanc oriental des montagnes Rocheuses, dans la région de Kananaskis. Elle draine les pentes du mont Arethusa et la route provinciale 40 suit sa vallée entre Elbow-Sheep Wildland, Don Getty Wildland et le parc Emerson Creek.
Par la suite, la rivière tourne à l'est et suit la route 541, passant par Longview et High River, avant de se jeter dans la rivière Bow au sud-est de Calgary. La rivière Bow fait elle-même partie du bassin hydrologique de la rivière Saskatchewan Sud et du fleuve Nelson.

## Régime pluvial
Le débit de la rivière Highwood varie en fonction de la saison. Elle est à son plus haut niveau au printemps ou au début de l'été alors que le couvert nival fond et que les pluies sont plus fréquentes. Les inondations de l'Alberta en 2013 ont été exceptionnelles et les eaux de la Highwood se sont jointes à celles de plusieurs autres rivières du Sud de la province, forçant plus de 100 000 personnes à évacuer plusieurs communautés.  